# Georg von Oppen (General)
Karl Georg Friedrich von Oppen (* 7. November 1795 in Aschersleben; † 5. März 1876 in Hasseldorf) war ein preußischer Generalmajor.

## Leben

### Herkunft
Georg war ein Sohn des preußischen Generalleutnants Adolf Friedrich von Oppen (1762–1832) und dessen erster Ehefrau Katharina Wilhelmine, geborene von Faggyas (1764–1815). Sein Halbbruder Karl (1824–1896) wurde ebenfalls preußischer Generalleutnant.

### Militärkarriere
Oppen trat am 10. Januar 1813 als Dragoner in das leichte Garde-Kavallerie-Regiment der Preußischen Armee ein und avancierte bis Anfang Juli 1813 zum Sekondeleutnant. Während der Befreiungskriege kämpfte er bei Bautzen, Großbeeren, Leipzig, Ober-Graupen, Chaumont, Chalons, Vitry und Arcis-sur-Aube. Für Haynau wurde Oppen mit dem Eisernen Kreuz II. Klasse und dem Orden des Heiligen Georg V. Klasse ausgezeichnet.
Am 21. Februar 1815 wurde er in das Garde-Dragoner-Regiment versetzt und stieg bis Mitte April 1832 zum Rittmeister und Eskadronchef auf. In dieser Stellung erhielt er Ende September 1834 den Orden des Heiligen Wladimir IV. Klasse. Oppen wurde am 7. April 1842 zum Major befördert und am 22. März 1845 seinem Regiment aggregiert. Am 24. August 1848 folgte seine Ernennung zum Kommandeur des 10. Husaren-Regiments. Sein Regimentschef verlieh Oppen am 26. September 1849 das Kommandeurkreuz II. Klasse des Ordens Heinrichs des Löwen, außerdem wurde er am 26. September 1850 zum Oberstleutnant befördert. Er wurde am 9. Januar 1851 mit dem Johanniterorden ausgezeichnet und bekam am 13. November 1851 die Beförderung zum Oberst. Oppen nahm am 8. März 1853 seinen Abschied mit Pension und der Berechtigung zum Tragen seiner Regimentsuniform. Am 6. Mai 1865 erhielt er den Charakter als Generalmajor. Er starb am 5. März 1876 in Hasseldorf (Kreis Demmin).
Der General Graf Waldersee schrieb 1847 in seiner Beurteilung: „Major von Oppen ist von jeher ein tüchtiger und fleißiger Offizier gewesen, dem zu gönnen ist, daß er nicht zu lange Zeit in seiner jetzigen Stellung als aggregierter Stabsoffizier verbleibe. Da er in jeder Beziehung eine Ehrenmann und von moralischer guter Führung ist, so eignet er sich auch zum etatsmäßigen Stabsoffizier.“

### Familie
Oppen heiratete am 12. Juni 1828 in Berlin Karoline von Pritzelwitz († 1870), eine Tochter des Hauptmanns der Artillerie Joachim Heinrich von Pritzelwitz (1766–1812). Das einzige Kind des Paares war Gustav Adolf Heinrich (1829–1844), er starb als Kadett in Potsdam.